# 한국소방산업기술원
한국소방산업기술원(韓國消防産業技術院, Korea Fire Institute)은 소방산업의 진흥·발전을 효율적으로 지원하여 소방산업 발전기반을 조성하고, 소방제품 및 위험물 시설에 대한 안전성과 품질을 확보함으로써 대국민 소방안전에 기여함을 목적으로 소방산업의 진흥에 관한 법률에 의거 1977년 6월 설립된 대한민국 소방청 산하 위탁집행형 준정부기관이다. 경기도 용인시 기흥구 지곡2동 136번지에 위치하고 있다.

## 설립 근거
- 소방산업의 진흥에 관한 법률[1]

## 주요 업무
- 소방산업의 육성과 소방산업 기술진흥을 위한 정책·제도의 조사·연구
- 소방산업의 기반조성 및 창업지원
- 소방산업 전문인력의 양성 지원
- 소방산업 발전을 위한 소방장비 보급의 확대와 마케팅 지원
- 소방산업의 발전을 위한 국제협력 및 해외진출의 지원
- 소방사업자의 품질관리능력과 전문성 향상에 필요한 사업
- 소방장비의 품질 확보, 품질 인증 및 신기술·신제품에 관한 인증 업무
- 소방산업에 관한 데이터베이스의 구축·운영, 출판, 기술 강습 및 홍보
- 소방용 기계·기구, 소방시설 및 위험물 안전에 관한 조사·연구·기술개발 및 지원
- 「위험물안전관리법」 제8조제1항 후단에 따른 탱크안전성능시험
- 소방청장이 위탁하는 사업
- 그 밖에 기술원의 설립 목적을 달성하는데 필요한 사업

## 연혁
- 1977년 6월 1일: 한국소방검정협회 설립
- 1979년 7월 1일: 재단법인 한국소방검정공사로 변경
- 1992년 7월 1일: 특수법인으로 변경
- 2008년 12월 8일: 한국소방산업기술원으로 변경

## 조직

### 한국소방산업기술원
- 감사
- 감사실
- 이사회

#### 기획관리이사
- 기획조정실
- 경영관리부
- 재무회계부
- 정보화전략부
- 산업협력부

#### 기술사업이사
- 기술관리부
- 시험인증부
- 이화학분석부
- 제품검사부
- 소방기술연구소

#### 안전관리이사
- 위험물기술부
- 위험물검사부
- 소방장비센터

### 역대 원장
| 차수 | 이름   | 재직기간                        |
| ---- | ------ | ------------------------------- |
| 16대 | 최진종 | 2009년 11월~2012년 11월         |
| 17대 | 문성준 | 2012년 11월~2016년 1월 10일     |
| 18대 | 최웅길 | 2016년 1월 11일~2019년 1월 10일 |
| 19대 | 권순경 | 2018년 7월~2021년 9월           |
| 20대 | 김일수 | 2021년 9월~2024년 2월           |
| 21대 | 김창진 | 2024년 2월~                     |

## 부설기관
- 소방장비센터